# 吳松蔚
吳松蔚 （1993年5月21日—）為前臺灣男子籃球運動員，場上位置為後衛。

## 生平

### 國小及國中
吳松蔚出身雲林縣飛沙村。自幼雙親離異，父親時常因吸毒等問題出入監獄，因此吳松蔚祖母擔起養育他的責任，與此同時祖父有著酗酒習慣，不時家暴其祖母。
吳松蔚就讀飛沙國小時，校園裡的彭姓校工組織了籃球隊，吳松蔚也憑藉校工指導，開始打起了籃球。當時校工透過自學來教導球員，特別的是校工將籃框內縮5公分，讓球員們練習。
吳松蔚將要升上國中之際，一度有籃球名校台南新榮中學邀請他加入籃球隊，吳松蔚為陪伴祖母，就近進入飛沙國中，直到國中三年級時在祖母鼓勵下，吳松蔚考取了高雄三民家商。

### 高中及大學
吳松蔚在高級中等學校籃球聯賽時期表現出色，高中畢業後也就讀義守大學，並效力於校籃球隊。之後，在大學一年級途中因為家庭因素被迫離開籃球隊兩年。2014年，吳松蔚參與了NIKE舉辦的籃球實境節目「打出名堂」，由隊友與觀眾選出，成為三位決賽MVP之一，並獲得了「名堂哥」的外號。

### 職業生涯
吳松蔚於2017年從大學畢業後，本來不打算挑戰台灣超級籃球聯賽及職業籃球時，獲時任寶島夢想家領隊陳建州邀請而加入球隊，且在第一年即繳出五成三分球命中率，成為隊中及聯盟裡的優秀射手。
2024年8月15日，夢想家宣布釋出吳松蔚，而吳松蔚選擇高掛球鞋。

## 生涯數據

### P. LEAGUE+

#### 例行賽
| 賽季    | 球隊               | GP | MPG   | 2P% | 3P%   | FT% | RPG | APG | SPG | BPG | PPG |
| ------- | ------------------ | -- | ----- | --- | ----- | --- | --- | --- | --- | --- | --- |
| 2020–21 | 福爾摩沙台新夢想家 | 10 | 17:07 | 0   | 37.78 | 50  | 1.9 | 0.5 | 0.5 | 0   | 5.4 |

#### 季後賽
| 賽季    | 球隊               | GP | MPG   | 2P% | 3P%  | FT% | RPG  | APG  | SPG  | BPG | PPG  |
| ------- | ------------------ | -- | ----- | --- | ---- | --- | ---- | ---- | ---- | --- | ---- |
| 2020–21 | 福爾摩沙台新夢想家 | 8  | 06:14 | 0   | 12.5 | 0   | 0.38 | 0.25 | 0.13 | 0   | 0.75 |

## 外部連結
- 吳松蔚在P. LEAGUE+
- 吳松蔚在Eurobasket.com（球員）（英语）
- 吳松蔚在Flashscore（英语）